# Pölcz Ádám

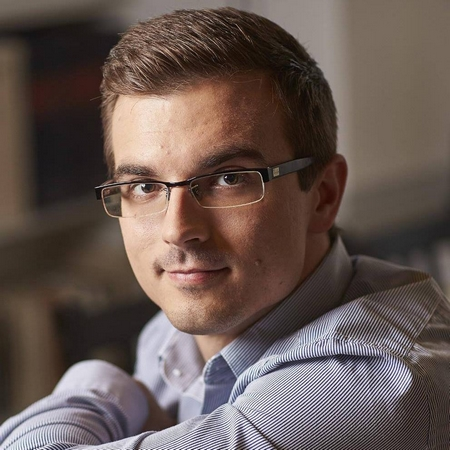
Pölcz Ádám 2015-ben

Pölcz Ádám (Budapest, 1989. június 5. –) magyar nyelvész, egyetemi docens, református kántor, rádióbemondó és televíziós műsorvezető. 2024. január 1-jétől az ELTE TÓK Magyar Nyelvi és Irodalmi Tanszék tanszékvezetője.

## Életpályája
Gimnáziumi tanulmányait a Baár–Madas Református Gimnáziumban végezte, majd 2007-ben nyert felvételt az Eötvös Loránd Tudományegyetem Bölcsészettudományi Karára, kommunikáció és médiatudomány alapszakra, ahol 2010-ben diplomázott. 2012-ben – szintén az ELTE-n – magyar nyelv és irodalom szakos MA-diplomát szerzett. A doktori iskola elvégzése után, 2018 júniusában summa cum laude minősítéssel PhD-fokozatot szerzett alkalmazott nyelvészetből. Doktori disszertációjának címe: A nyelvművelés retorikai gyökerei.
2007-ben első helyezett lett magyar nyelvből az országos középiskolai tanulmányi verseny (OKTV) döntőjében. Dolgozatának címe: Szóba zárt hatalom. Gyurcsány Ferenc és Orbán Viktor nagygyűlési beszédének elemzése.
2008-ban Kazinczy-érmet szerzett a Szép Magyar Beszéd Verseny szombathelyi egyetemi fordulóján.
Többször volt a Kárpát-medencei Kossuth-szónokverseny különdíjasa. 2009-ben a zsűri neki ítélte a Magyar Rádió által felajánlott, a legszebben beszélő versenyzőnek járó különdíjat.
2009-ben lépett be a Magyar Nyelvstratégiai Kutatócsoportba. 2010 és 2018 között a Magyar Nyelvi Szolgáltató Iroda irodavezetőjeként dolgozott, 2012 és 2017 között a tehetséggondozással és -fejlesztéssel foglalkozó Bolyai Műhely Alapítvány titkárságvezetői feladatait is ellátta. 2017 szeptembere óta az alapítvány kurátora. 2011 óta a Magyar Szemiotikai Társaság titkára.
2014 óta oktat az ELTE-n: kezdetben óraadóként tanított a Bölcsészettudományi Karon, valamint a Tanító- és Óvóképző Karon. 2015 szeptemberétől főállású egyetemi tanársegédként, 2018 novemberétől egyetemi adjunktusként oktat a Tanító- és Óvóképző Kar Magyar Nyelvi és Irodalmi Tanszékén, amelynek 2018 szeptemberétől tanszékvezető-helyettesévé, 2019 szeptemberétől tanszékvezetőjévé nevezte ki a kar dékánja. 2018 decemberétől tagja az ELTE Szenátusának is.
Szakmai mentorai Kerekes Barnabás gimnáziumi tanár, Adamikné Jászó Anna és Balázs Géza egyetemi tanárok.

### Televíziós és rádiós szereplései
2011 és 2014 között alkalmi, 2014-től állandó bemondója volt a Kossuth Rádió Tetten ért szavak (2017-től Édes anyanyelvünk) című anyanyelvi műsorának Újszászi Bogár Lászlóval együtt.
2016 szeptemberétől két éven át az M5 kulturális csatorna Édes anyanyelvünk műsorának műsorvezetője volt Kubik Anna színművésszel együtt. A műsort Koltay Anna szerkesztette.
2024. február 5-étől a Duna tévén és a M5 kulturális csatornán a Névjegyek c. műsor nyelvész szakértője.
Szakértőként korábban is többször szerepelt a köztévé csatornáin, főként az M2 Petőfi tévé adásaiban, majd később a Duna tévé Almárium c. műsorában is feltűnt. 2018-ban a Szeretem, mert... sorozatban kedvenc műtárgyáról beszélt.

### Zenei érdeklődése
Zenei érdeklődése általános iskolában alakult ki: szülőfaluja református iskolájának (Beleznay János Református Általános és Művészeti Iskola) művészeti tagozatán tanult zongorázni, énekelni. Tagja volt a Bugyi Népzenei Műhelynek is, ahol brácsázni és citerázni tanult. 2007 és 2010 között a Psalterium Hungaricum kórus tagja volt. Hat év magánéneket tanult a soroksári Galambos János Zeneiskolában. 2010-ben református kántori oklevelet szerzett.

## Elismerései
2015-ben a MATEHETSZ és a La Femme magazin az 50 tehetséges magyar fiatal közé választotta. Ugyanebben az évben lehetőséget kapott, hogy egy, az élőbeszéd fontosságáról szóló előadással szerepeljen a TALENTn tehetségfórumon, a Várkert Bazárban.
2017-ben a nyelvművelésért, a nyelvi ismeretterjesztésért és a nyelvtudományért végzett munkájáért Deme László-ösztöndíjban részesítette az Anyanyelvápolók Szövetsége.
2019 júliusában Diákokért Emlékérmet és Dékáni Dicséretet kapott az ELTE TÓK-ért végzett munkájáért.
2021-ben az ELTE rektora Pro Ingenio Elismerő Oklevéllel tüntette ki a Kazinczy-versenyeken végzett eredményes tevékenységéért, valamint a Kárpát-medencei Kossuth-szónokverseny hagyományának folytatásáért.

## Kötetei

### Önálló kötetek
Eddig egy önálló kisregénye jelent meg Ragyogva tűz a napsugár címmel. 2021 májusában megjelent A nyelvművelés retorikai gyökerei című monográfiája.

### Szerkesztett kötetek[27][28]
- Emlékezet: ünnep – fesztivál. Magyar Szemiotikai Társaság, 2013.
- Tájszemiotika (Balázs Gézával és Szívós Mihállyal közösen). Magyar Szemiotikai Társaság 2015.
- Udvariasság (Balázs Gézával közösen). Magyar Szemiotikai Társaság, 2016. (Második, átdolgozott és bővített kiadás: 2017).
- Az idő szemiotikája (Balázs Gézával és Minya Károllyal közösen). Magyar Szemiotikai Társaság, 2018.
- Beszédnemek – nemek beszéde. Retorika a reformációtól napjainkig (Hujber Szabolccsal közösen). MNYKNT – ELTE TÓK, 2018.
- Adamikné Jászó Anna: Stilisztikai kisszótár. Inter, 2019. (szerkesztő, Balázs Gézával közösen)
- Disciplina in fabula (Lózsi Tamással közösen). ELTE Eötvös Kiadó, 2020.
- Mese és nevelés (Lózsi Tamással közösen). MNYKNT—IKU—ELTE TÓK Magyar Nyelvi és Irodalmi Tanszék, 2021.

### Tanulmányok, cikkek, esszék
Tudományos munkássága, publikációi figyelemmel kísérhetők az MTMT2 rendszerében.